# Dave Ziegler
David Ziegler, detto Dave (Tallmadge, 7 settembre 1977), è un dirigente sportivo statunitense che è assistente general manager per i Tennessee Titans della National Football League (NFL). Ziegler ha iniziato la sua carriera di dirigente sportivo nel 2010 coi Denver Broncos per poi passare, dal 2013 al 2021, ai New England Patriots, è stato poi dal 2022 al 2023 general manager dei Las Vegas Raiders e poi nel 2024 consulente per il personale dei New Orleans Saints.

## Biografia
Ziegler, nato a Tallmadge in Ohio, ha cominciato a giocare a football nella locale Tallmadge High School ricoprendo il ruolo di wide receiver, cornerback e punt returner. Ziegler si è poi iscritto alla John Carroll University dove dal 1996 al 1999 ha giocato a football con i Blue Streaks, impegnati nell'Ohio Athletic Conference (OAC) della Divisione III della NCAA, ricoprendo il ruolo di wide receiver, e soprattutto kick e punt returner, venendo inserito per tre stagioni tra i migliori giocatori della conference (First Team All-OAC).
Negli anni al college Ziegler giocò insieme ad altri futuri dirigenti e allenatori NFL come Nick Caserio, general manager degli Houston Texans, Jerry Schuplinski, allenatore dei quarterback coi New York Giants, e soprattutto Josh McDaniels, che fu suo compagno di stanza all'università e con il quale condividerà il percorso di buona parte della sua carriera professionistica.
Ziegler e la moglie Carissa hanno due figli, Asher e Camden, e una figlia, Georgina.

## Carriera

### Allenatore
Dopo essersi laureato nel 2000 Ziegler ha inizialmente percorso la carriera di allenatore andando a fare prima l'assistente allenatore nella Kenston High School in Ohio per poi tornare alla John Carroll University dove, mentre studiava per conseguire il master's degree in counseling scolastico, fu allenatore dei wide receiver e degli special team. Ziegler è poi passato ad allenare nell'Iona University di New York, sempre come allenatore dei wide receiver e degli special team, e poi alla Chaparral High School in Arizona. Nel 2010 Ziegler è stato inserito nella Hall of Fame della John Carroll University. Nel novembre 2022 Ziegler fu inserito nella lista dei 25 migliori giocatori di football di tutti i tempi della John Carroll University.

### Dirigente sportivo

#### Denver Broncos
Nel 2010 Ziegler fu ingaggiato dai Denver Broncos, dove l'ex compagno di college McDaniels era il capo allenatore della squadra, come assistente del direttore sportivo (player personnel), per poi passare nel 2011 nell'area scouting e nel 2012 in quella pro-scouting.

#### New England Patriots
Nel 2013 Ziegler fu ingaggiato come assistente del direttore per l'area pro-scouting dai New England Patriots, squadra in cui ritrovò i suoi ex compagni di college McDaniels, che era allenatore dell'attacco, Schuplinki, assistente allenatore, e Nick Caserio, direttore sportivo. Nel 2016 Ziegler fu promosso a direttore del personale professionistico dei Patriots poi, nel 2020, ad assistente del direttore sportivo. Nel gennaio 2021 Ziegler fu intervistato dai Broncos per ricoprire il ruolo di general manager. Poi però, quando Nick Caserio ha lasciato i Patriots per diventare general manager degli Houston Texans, Ziegler fu promosso dai Patriots a direttore sportivo.
Durante gli anni di Ziegler coi Patriots la squadra ha vinto tre Super Bowl: il XLIX, il LI e il LIII.

#### Las Vegas Raiders
Il 30 gennaio 2022 Ziegler è stato nominato general manager dei Las Vegas Raiders. Il giorno successivo fu raggiunto dal suo ex compagno di college Josh McDaniels, nominato nuovo capo allenatore, e poi ancora da Jerry Schuplinski, ingaggiato come nuovo assistente allenatore dell'attacco.
Dopo aver chiuso la stagione 2022 con il record negativo 6-11, a metà stagione 2023 i Raiders erano sul record di 3-5 e con la squadra fortemente criticata da tifosi e commentatori per le prestazioni fatte e il 31 ottobre 2023 Ziegler fu esonerato, insieme al capo-allenatore McDaniels.

#### New Orleans Saints
Il 23 luglio 2024 Ziegler assunse il ruolo di personnel advisor per i New Orleans Saints.

### Tennessee Titans
Il 30 gennaio 2025 fu nominato assistente general manager dei Tennessee Titans.